# Harry Stack Sullivan
Herbert Stack Sullivan, detto Harry (Norwich, 21 febbraio 1892 – Parigi, 14 gennaio 1949), è stato uno psichiatra e psicoanalista statunitense.
Avvicinatosi alla psicoanalisi, creò la scuola di psichiatria interpersonale. Ha lavorato con altri noti psicoanalisti americani, quali: Clara Thompson, Karen Horney, Erich Fromm, Erik H. Erikson e Frieda Fromm-Reichmann.
Sullivan postula che tutti i comportamenti sono la somma delle varie motivazioni che influiscono sulla persona in ogni momento specifico. Il senso della scelta è un riflesso nella coscienza della convergenza di vari motivi che si riconducono ai bisogni di soddisfacimento e di sicurezza.
Fu uno dei fondatori del William Alanson White Institute, uno dei principali Istituti psicoanalitici Statunitensi, e della rivista scientifica Psychiatry. Diresse la Washington School of Psychiatry dal 1936 al 1947.
Il suo contributo sulle tecniche del colloquio clinico, in cui delineava un approccio meno nosografico e più interpersonale rispetto ai modelli classici, ha avuto molta influenza nella psichiatria statunitense degli anni '40 e '50. Nel suo approccio, il colloquio diviene uno strumento non solo anamnestico, ma anche di analisi delle dinamiche relazionali usate dal soggetto, e di cui questi non è sufficientemente consapevole. Il superamento di tali "disattenzioni selettive" nei confronti dei propri stessi processi relazionali diviene quindi parte del processo terapeutico.
Tra i suoi contributi principali, hanno avuto una rilevante importanza anche i tentativi di estendere alla schizofrenia le forme del trattamento psicoanalitico, la gestione dei reparti psichiatrici basata su processi relazionali e non solo autoritativi, la riflessione sulla comunicazione paratassica (ovvero influenzata dalle rappresentazioni precedenti dell'altro), e l'analisi della centralità delle forme di interazione interpersonale nella costruzione e nel mantenimento dei disturbi psicologici e psichiatrici; da questo punto di vista, la sua lezione è stata importante sia per i successivi sviluppi della scuola sistemica che, per certi versi, della psicoanalisi relazionale ed intersoggettiva.

## Pubblicazioni principali
- (a cura di H.S. Perry, M.L. Gawel) Interpersonal Theory of Psychiatry, 1953.
- Schizophrenia as a Human Process, 1962.